# Sächsisches Gesetz über die Hilfen und die Unterbringung bei psychischen Krankheiten
Das Sächsische Gesetz über die Hilfen und die Unterbringung bei psychischen Krankheiten, kurz SächsPsychKG, ist ein Landesgesetz in Sachsen. Es regelt die Unterbringung, ferner den Vollzug
- der Maßregeln nach den §§ 63 und 64 des Strafgesetzbuches (StGB) und § 7 des Jugendgerichtsgesetzes (JGG)
- der einstweiligen Unterbringung nach § 126a der Strafprozessordnung (StPO)
- der Sicherungsunterbringung nach § 463 in Verbindung mit 453c StPO.

2013 geriet das Gesetz in die Kritik des Bundesverfassungsgerichts (Entscheidung vom 20. Februar 2013, Az. 2 BvR 228/12): „Die Überprüfung einer Maßnahme setzt gesicherte Unabhängigkeit von der Unterbringungseinrichtung voraus.“